# إصلاحات الرفاه الليبرالية
إصلاحات الرفاه الليبرالية (1906-1914) هي سلسلة من الإجراءات التشريعية الاجتماعية مررها الحزب الليبرالي بعد الانتخابات العامة لعام 1906. مثلت تلك الإصلاحات انبثاق دولة الرفاه المعاصرة في المملكة المتحدة. تظهر الإصلاحات الانقسام الذي طفا داخل الليبرالية، بين الليبرالية الاجتماعية الصاعدة والليبرالية الكلاسيكية، وتغير في الاتجاه للحزب الليبرالي من مبدأ عدم التدخل الليبرالي الكلاسيكي إلى حزب يناصر حكومةً أكبر وأنشط تحمي رفاه مواطنيها.
يحاجج المؤرخ جي. آر. سيرل إن للإصلاحات أسبابًا متعددة، بما في ذلك الحاجة لصد تحدي حزب العمال والإنسانوية الصرفة والنجاعة الوطنية والتزام تجاه نموذج محدث من رأسمالية الرفاه. من خلال تنفيذ الإصلاحات خارج قوانين إعانة الفقراء الإنجليزية، حُذفت الوصمة الملتصقة بالإعانة المزعومة أيضًا.
خلال حملة الانتخابات العامة لعام 1906، لم يجعل كل من الحزبين الرئيسيين من الفقر مسألةً انتخابية أساسية ولم تُقطع أي وعود لتقديم إصلاحات الرفاه. بعيدًا عن ذلك، انتصر الليبراليون بقيادة هنري كامبل-بانرمان ولاحقًا هـ. هـ. أسكويث انتصارًا ساحقًا وبدأوا بتقديم إصلاحات واسعة في اللحظة التي استلموا فيها المناصب.

## الأسباب
- أدى الانقسام داخل الليبرالية إلى صعود الليبرالية الحديثة داخل الحزب الليبرالي، وانتزع ما كان يُشير إليه البعض بالليبرالية الكلاسيكية، والتي كان يُزعم أنها الأيديولوجيا المسيطرة داخل الحزب. تاريخيًا، شددت الليبرالية على نظام حكومي يحمي الحرية؛ تاريخيًا، رأت الليبرالية التهديد للحرية أنه آتٍ بصفة رئيسية من قوز وإكراه الدولة. حدث الانقسام داخل الليبرالية عندما رأى عدد من الليبراليين ازدياد التهديدات للحرية الفردية من مصادر غير الدولة، على سبيل المثال؛ تركز الأموال واندماج السلطة أو عزز الفقراء والمرضى أو كبار السن. كانت الليبرالية الحديثة أيديولوجيا روجت لحكومة فعالة بصفتها الحامي الأفضل للحرية -الحرية النظرية والحرية العملية- من خلال مساعدة الحكومة. استبدل العديد من الليبراليين الجدد مثل ديفيد لويد جورج وونستون تشرشل الأيديولوجيا السابقة الظاهرة في شخصيات مثل ويليام إيوارث غلادستون الذي شعر أن الناس يجب أن يكونوا مسؤولين عن حياتهم.
- التحقيقات الاجتماعية لتشارلز بوث وسيبوم روتنري. ساعدت التحقيقات بتغيير التصرفات تجاه أسباب الفقر. أجرى بوث تحقيقًا معمقًا في ظروف معيشة الفقراء والفقر في لندن، بينما أجرى روتنري تحقيقًا اجتماعيًا في المشكلات التي يواجهها الفقراء في يورك. وفرت هذه التحقيقات دليلًا إحصائيًا للخطر الأخلاقي الأصلي على الفقراء. نصت التحقيقات أن المرض والتقدم في العمر كانت مسببات أكبر للفقر من الكسل والضعف الأخلاقي. كان روتنري ذاته صديقًا مقربًا للويد جورج؛ تقابل الرجلان أول مرة عام 1907 بعدما أصبح لويد جورج رئيسًا لمجلس التجارة. أمل رونتري ذاته أن تؤثر هذه المقترحات على السياسة الليبرالية.
- التهديد من حزب العمال الصاعد. كانت الاشتراكية أيديولوجيا تتعاظم شعبيتها، إذا لم يضع الليبراليون سياسات شعبية متقدمة، سيكونون في خطر خسارة الأصوات وتسليم مجلس العموم للمحافظين.
- كانت حرمة اتحاد التجارة تتزايد لا سيما خلال الفترة بين عامي 1910-1912. إذا لم تُحسن ظروف المعيشة، كان هنالك مخاوف حقيقية أن ينقلب العمال إلى الشيوعية أو التمرد.[3]
- حقيقة أن حزب العمال سمح لليبراليين بالعودة لتشكيل حكومة، إذا كسبوا المقاعد اللازمة للأكثرية بعد الانتخابات العامة لعام 1910، عنى ذلك إن تشريعات أخرى مُررت، إذ كان حزب العمال، الذي كان ديمقراطيًا اشتراكيًا، مناصرًا للعمال من خلال نقابات التجارة التابعة.
- اعتُبرت ظروف الجنود خلال حرب البوير غير مقبولة. واجهت حكومة المملكة المتحدة مشاكلًا في ضم مجندين ذوي بنية سليمة إلى الجيش البريطاني.
- تجاوزت كل من ألمانيا والولايات المتحدة بريطانيا بصفتهم قوى اقتصادية، حث نجاح التشريع الاجتماعي في ألمانيا بسمارك القادة الليبراليين في المملكة المتحدة مثل دافيد لويد جورج وونستون تشرشل على وضع تشريعات متقدمة مماثلة.
- رفه ظهور مخططات العمل العامة الموضوعة لتحسين ظروف المعيشة والتي غالبًا ما قادها الليبراليون من احتمالية تطبيق مثل هذه المخططات على نطاق الأمة.[4]

## التشريع الاجتماعي السابق
أقرت حكومة المحافظين التي كانت ممسكة بزمام السلطة قبل وصول الليبراليين إلى الحكم قانون العمال العاطلين عن العمل لعام 1905 وقانون توظيف الأطفال في عام 1905. أخليت المساكن العشوائية أيضًا لبناء منازل جديدة. تُرك القسم الأكبر من هذا التشريع للسلطات المحلية لتنفيذه، وقد أثرت مواقفهم في تنفيذ التشريع بالكامل. في عام 1902، أصدر المحافظون قانون التعليم الذي وفر الأموال للتعليم الديني الطائفي في كنيسة إنجلترا ومدارس الروم الكاثوليك. كان غير الملتزمين الذين شكلوا دائرة انتخابية ليبرالية رئيسية، غاضبين من مساعدة أعدائهم اللاهوتيين، لكنهم فشلوا في إلغاء القانون.

## الإصلاحات الليبرالية 1906-1914

### ترخيص الحانات
كان الهدف المفضل لدى البروتستانت غير الملتزمين هو تقليل شرب الخمر بكثرة عن طريق إغلاق أكبر عدد ممكن من الحانات. أخذ أسكويث -على الرغم من أنه يشرب الخمر بكثرة- زمام المبادرة في عام 1908 باقتراح إغلاق حوالي ثلث من عشرة، آلاف حانة في إنجلترا وويلز، مع تعويض أصحابها من خلال ضريبة جديدة على الحانات المتبقية. سيطر مصنعو الجعة على الحانات ونظموا مقاومة شديدة، بدعم من المحافظين، الذين أحبطوا الاقتراح مرارًا في مجلس اللوردات. ومع ذلك، تضمنت ضريبة الشعب لعام 1910 ضريبة صارمة على الحانات، وخلال الحرب العالمية الأولى، قُيدت ساعات عملهم بشكل حاد من حوالي 18 ساعة يوميًا إلى خمس ساعات ونصف. انخفض استهلاك البيرة والكحول إلى النصف من عام 1900 إلى عام 1920، ويرجع ذلك جزئيًا إلى وجود العديد من فرص الترفيه الجديدة.

### الأطفال
في عام 1906 كان الأطفال يحصلون على وجبات مدرسية مجانية. ومع ذلك، تجاهلت العديد من المجالس المحلية هذا النظام، إذ لم يكن إلزامياً بالنسبة لهم تقديم وجبات مجانية، وكانت التكلفة التي يتحملها المجلس أكبر بكثير مما يُقدن له. أصبح توفير الوجبات المدرسية المجانية إلزاميًا في عام 1914، إذ قُدم 14 مليون وجبة في اليوم المدرسي (مقارنة بـ 9 ملايين وجبة في اليوم المدرسي في عام 1910)، وكان معظمها مجانًا. في عام 1912، كان نصف المجالس في بريطانيا يقدم المخطط. أظهر التجنيد في حرب البوير الثانية نقص التغذية والمرض بين الطبقات العاملة، وكانت هناك مخاوف من عدم قدرة الأجيال القادمة على الحفاظ على السيطرة العسكرية للإمبراطورية البريطانية. أيضًا، في أعقاب تقرير غير مواتٍ من قبل مفتشي مجلس التعليم حول تعليم الأطفال في عام 1906، قُيد توفير المدارس للأطفال دون سن الخامسة (في السابق، كان العمر الطبيعي لدخول أطفال الطبقة العاملة في التعليم بدوام كامل ثلاثة). سعى قانون الإخطار بالمواليد لعام 1907 إلى تحديد وتحليل أسباب وفيات الرضع (وفي النهاية خفضها).